# Ubaldo Spanio
Ubaldo Spanio (Chioggia, 18 ottobre 1943) è un ex calciatore italiano, di ruolo difensore.

## Carriera

Spanio al Catania nel 1973

Di ruolo stopper, in carriera ha totalizzato complessivamente 113 presenze in 4 campionati di Serie A con le maglie di Mantova e Sampdoria.
Ha inoltre disputato 11 campionati di Serie B per 335 incontri complessivi, nelle file di Venezia, Mantova, Catania, Taranto e Varese, conquistando la promozione in A col Mantova nella stagione 1965-1966.
Nella sua lunga carriera professionistica (448 presenze complessive fra A e B) non è mai riuscito a realizzare una rete, cosa invece fatta nell'ultimo anno di attività, in Serie D.
È citato da Carlo Petrini nel suo libro Nel fango del dio pallone come co-protagonista (con lo stesso Petrini) di scontri oltre il regolamento durante un Catania-Catanzaro.